# Kajakarstwo na Letnich Igrzyskach Olimpijskich 2016 – kwalifikacje
Kwalifikacje do konkurencji kajakarskich na Letnich Igrzyskach Olimpijskich rozpoczęły się w sierpniu 2014 roku. Wtedy to Światowa Federacja Kajakarska ustaliła nowe zasady kwalifikacji na igrzyska olimpijskie - każda z konkurencji otrzymała wówczas określone kwoty startowe.

## Zakwalifikowane kraje
| Państwo                           | Kajakarstwo górskie | Kajakarstwo górskie | Kajakarstwo górskie | Kajakarstwo górskie | Kajakarstwo klasyczne | Kajakarstwo klasyczne | Kajakarstwo klasyczne | Kajakarstwo klasyczne | Kajakarstwo klasyczne | Kajakarstwo klasyczne | Kajakarstwo klasyczne | Kajakarstwo klasyczne | Kajakarstwo klasyczne | Kajakarstwo klasyczne | Kajakarstwo klasyczne | Kajakarstwo klasyczne |
| Państwo                           | K1 M                | C1 M                | C2 M                | K1 K                | Mężczyźni             | Mężczyźni             | Mężczyźni             | Mężczyźni             | Mężczyźni             | Mężczyźni             | Mężczyźni             | Mężczyźni             | Kobiety               | Kobiety               | Kobiety               | Kobiety               |
| Państwo                           | K1 M                | C1 M                | C2 M                | K1 K                | K1 200                | K1 1000               | K2 200                | K2 1000               | K4 1000               | C1 200                | C1 1000               | C2 1000               | K1 200                | K1 500                | K2 500                | K4 500                |
| --------------------------------- | ------------------- | ------------------- | ------------------- | ------------------- | --------------------- | --------------------- | --------------------- | --------------------- | --------------------- | --------------------- | --------------------- | --------------------- | --------------------- | --------------------- | --------------------- | --------------------- |
| Argentyna                         |                     | X                   |                     |                     | X                     |                       |                       |                       | X                     |                       |                       |                       |                       |                       |                       | X                     |
| Australia                         | X                   | X                   |                     | X                   | X                     | X                     | X                     | X                     | X                     |                       |                       | X                     |                       | X                     | X                     |                       |
| Austria                           | X                   |                     |                     | X                   |                       |                       |                       |                       |                       |                       |                       |                       |                       |                       |                       |                       |
| Azerbejdżan                       | X                   |                     |                     |                     |                       |                       |                       |                       |                       | X                     |                       |                       | X                     | X                     |                       |                       |
| Belgia                            |                     |                     |                     |                     |                       | X                     |                       |                       |                       |                       |                       |                       |                       |                       |                       |                       |
| Brazylia                          | X                   | X                   | X                   | X                   |                       | X                     |                       |                       |                       | X                     |                       | X                     |                       | X                     |                       |                       |
| Bułgaria                          |                     |                     |                     |                     |                       | X                     |                       |                       |                       |                       | X                     |                       |                       |                       |                       |                       |
| Kanada                            | X                   | X                   |                     |                     | X                     | X                     |                       |                       |                       |                       | X                     |                       | X                     | X                     | X                     | X                     |
| Chiny                             | X                   | X                   |                     | X                   |                       |                       |                       |                       |                       | X                     | X                     |                       |                       | X                     | X                     | X                     |
| Wyspy Cooka                       | X                   |                     |                     | X                   |                       |                       |                       |                       |                       |                       |                       |                       |                       |                       |                       |                       |
| Kuba                              |                     |                     |                     |                     | X                     |                       |                       | X                     |                       |                       |                       | X                     | X                     |                       |                       |                       |
| Czechy                            | X                   | X                   | X                   | X                   | X                     | X                     |                       |                       | X                     |                       | X                     | X                     |                       |                       |                       |                       |
| Dania                             |                     |                     |                     |                     |                       | X                     |                       |                       |                       |                       |                       |                       |                       |                       | X                     | X                     |
| Ekwador                           |                     |                     |                     |                     | X                     |                       |                       |                       |                       |                       |                       |                       |                       |                       |                       |                       |
| Egipt                             |                     |                     |                     |                     | X                     |                       |                       |                       |                       |                       |                       |                       | X                     |                       |                       |                       |
| Francja                           | X                   | X                   | X                   | X                   | X                     |                       | X                     | X                     |                       |                       | X                     |                       | X                     |                       |                       | X                     |
| Gruzja                            |                     |                     |                     |                     |                       |                       |                       |                       |                       | X                     |                       |                       |                       |                       |                       |                       |
| Niemcy                            | X                   | X                   | X                   | X                   |                       | X                     | X                     | X                     |                       |                       | X                     |                       |                       | X                     | X                     | X                     |
| Wielka Brytania                   | X                   | X                   | X                   | X                   |                       |                       | X                     |                       |                       |                       |                       |                       |                       | X                     | X                     | X                     |
| Węgry                             |                     |                     |                     |                     | X                     | X                     | X                     | X                     | X                     | X                     | X                     | X                     | X                     | X                     | X                     | X                     |
| Włochy                            | X                   |                     |                     | X                   | X                     |                       |                       | X                     | X                     |                       | X                     |                       |                       |                       |                       |                       |
| Japonia                           | X                   | X                   | X                   | X                   |                       |                       |                       |                       |                       |                       |                       |                       |                       |                       |                       |                       |
| Kazachstan                        |                     |                     |                     | X                   | X                     |                       |                       | X                     | X                     | X                     |                       |                       | X                     | X                     | X                     |                       |
| Łotwa                             |                     |                     |                     |                     | X                     |                       |                       |                       |                       |                       | X                     |                       |                       |                       |                       |                       |
| Liban                             |                     | X                   |                     |                     |                       |                       |                       |                       |                       |                       |                       |                       |                       |                       |                       |                       |
| Litwa                             |                     |                     |                     |                     | X                     |                       | X                     | X                     |                       | X                     |                       |                       |                       |                       |                       |                       |
| Mołdawia                          |                     |                     |                     |                     |                       |                       |                       |                       |                       |                       | X                     |                       |                       |                       |                       |                       |
| Maroko                            |                     |                     |                     | X                   |                       |                       |                       |                       |                       |                       |                       |                       |                       |                       |                       |                       |
| Meksyk                            |                     |                     |                     |                     |                       |                       |                       |                       |                       | X                     |                       |                       |                       |                       |                       |                       |
| Mozambik                          |                     |                     |                     |                     |                       |                       |                       |                       |                       |                       |                       | X                     |                       |                       |                       |                       |
| Nowa Zelandia                     | X                   |                     |                     | X                   |                       | X                     |                       |                       |                       |                       | X                     |                       | X                     | X                     |                       | X                     |
| Nigeria                           | X                   |                     |                     |                     |                       |                       |                       |                       |                       |                       |                       |                       |                       |                       |                       |                       |
| Palau                             |                     |                     |                     |                     |                       |                       |                       |                       |                       |                       |                       |                       |                       | X                     |                       |                       |
| Polska                            | X                   | X                   | X                   | X                   | X                     |                       |                       |                       |                       |                       | X                     | X                     | X                     | X                     | X                     | X                     |
| Portugalia                        |                     |                     |                     |                     |                       | X                     |                       |                       | X                     | X                     |                       |                       | X                     | X                     |                       |                       |
| Rosja                             | X                   | X                   | X                   | X                   | X                     | X                     | X                     |                       | X                     | X                     | X                     | X                     | X                     |                       | X                     |                       |
| Samoa                             |                     |                     |                     |                     |                       |                       |                       |                       |                       |                       |                       |                       | X                     |                       |                       |                       |
| Wyspy Świętego Tomasza i Książęca |                     |                     |                     |                     |                       |                       |                       |                       |                       |                       | X                     |                       |                       |                       |                       |                       |
| Senegal                           |                     | X                   |                     |                     |                       |                       |                       |                       |                       |                       |                       |                       |                       |                       |                       |                       |
| Serbia                            |                     |                     |                     |                     | X                     | X                     | X                     | X                     |                       |                       |                       |                       | X                     |                       | X                     | X                     |
| Słowacja                          | X                   | X                   | X                   | X                   |                       | X                     |                       | X                     | X                     |                       |                       |                       |                       | X                     |                       |                       |
| Słowenia                          | X                   | X                   | X                   | X                   |                       |                       |                       |                       |                       |                       |                       |                       | X                     | X                     |                       |                       |
| Południowa Afryka                 |                     |                     |                     |                     |                       |                       |                       |                       |                       |                       |                       |                       |                       | X                     |                       |                       |
| Korea Południowa                  |                     |                     |                     |                     |                       |                       | X                     |                       |                       |                       |                       |                       |                       |                       |                       |                       |
| Hiszpania                         |                     | X                   |                     | X                   | X                     | X                     | X                     |                       | X                     | X                     |                       |                       | X                     |                       |                       |                       |
| Szwecja                           | X                   |                     |                     |                     | X                     |                       |                       |                       |                       |                       |                       |                       | X                     |                       | X                     |                       |
| Tunezja                           |                     |                     |                     |                     |                       | X                     |                       |                       |                       | X                     |                       |                       |                       | X                     |                       |                       |
| Turcja                            |                     |                     |                     |                     |                       |                       |                       |                       |                       |                       |                       |                       | X                     |                       |                       |                       |
| Ukraina                           |                     |                     |                     | X                   |                       |                       |                       |                       |                       | X                     | X                     | X                     |                       |                       |                       | X                     |
| Stany Zjednoczone                 | X                   | X                   | X                   | X                   |                       |                       |                       |                       |                       |                       |                       |                       |                       | X                     |                       |                       |
| Uzbekistan                        |                     |                     |                     |                     |                       | X                     |                       |                       |                       |                       | X                     | X                     | X                     |                       |                       |                       |
| Suma: 51 państw                   | 21                  | 15                  | 10                  | 19                  | 12                    | 12                    | 7                     | 7                     | 11                    | 10                    | 9                     | 8                     | 14                    | 14                    | 9                     | 12                    |

## Kajakarstwo górskie

### Kalendarz
| Wydarzenie               | Data                | Miejsce            |
| ------------------------ | ------------------- | ------------------ |
| Igrzyska panamerykańskie | 10–26 lipca 2015    | Toronto            |
| Mistrzostwa świata       | 16–20 września 2015 | Lee Valley         |
| Mistrzostwa Afryki 2015  | 6–8 listopada 2015  | Sagana             |
| Mistrzostwa Oceanii 2016 | 19–21 lutego 2016   | Penrith            |
| Mistrzostwa Azji 2016    | 23–24 kwietnia 2016 | Toyama             |
| Mistrzostwa Europy 2016  | 13–15 maja 2016     | Liptowski Mikułasz |

### Tabela kwalifikacyjna
| Wydarzenie               | K-1 M | C-1 M | C-2 M                                                                              | K-1 K |
| ------------------------ | --- | --- | ---------------------------------------------------------------------------------- | --- |
| Gospodarz                | Brazylia | Brazylia | Brazylia                                                                           | — |
| Mistrzostwa Świata       | Czechy · Słowenia · Niemcy · Włochy · Stany Zjednoczone · Polska · Francja · Azerbejdżan · Rosja · Wielka Brytania · Japonia · Austria · Słowacja · Nowa Zelandia · Australia · Wyspy Cooka | Słowacja · Słowenia · Wielka Brytania · Niemcy · Francja · Polska · Japonia · Rosja · Czechy · Stany Zjednoczone | Wielka Brytania · Polska · Niemcy · Słowenia · Francja · Słowacja · Rosja · Czechy | Hiszpania · Australia · Niemcy · Czechy · Wielka Brytania · Słowacja · Nowa Zelandia · Chiny · Brazylia · Francja · Austria · Rosja · Słowenia · Polska · Japonia · Wyspy Cooka |
| Igrzyska panamerykańskie | Kanada | Kanada | Stany Zjednoczone                                                                  | Stany Zjednoczone |
| Mistrzostwa Afryki       | Nigeria | Senegal | —                                                                                  | Maroko |
| Mistrzostwa Oceanii      | — | Australia | —                                                                                  | — |
| Mistrzostwa Azji         | Chiny | Chiny | Japonia                                                                            | Kazachstan |
| Mistrzostwa Europy       | Szwecja | Hiszpania | Szwajcaria                                                                         | Ukraina |
| Dodatkowe zaproszenia    | — | Liban | —                                                                                  | — |
| Relokacje                | — | Argentyna · Portugalia                                                                                           | —                                                                                  | Włochy |
| Total                    | 21 | 19 | 12                                                                                 | 21 |

## Kajakarstwo klasyczne

### Kalendarz
| Wydarzenie                   | Data                       | Miejsce     |
| ---------------------------- | -------------------------- | ----------- |
| Mistrzostwa świata           | 19–23 sierpnia 2015        | Mediolan    |
| Mistrzostwa Azji             | 4–7 listopada 2015         | Palembang   |
| Mistrzostwa Oceanii          | 12–14 lutego 2016          | Adelaide    |
| Kwalifikacje afrykańskie     | 29 marca - 2 kwietnia 2016 | Pretoria    |
| Kwalifikacje europejskie     | 18–19 maja 2016            | Duisburg    |
| Kwalifikacje panamerykańskie | 19–20 maja 2016            | Gainesville |

### Tabela kwalifikacyjna
| Wydarzenie  | Mistrzostwa świata | Kwalifikacje kontynentalne               | Kwalifikacje kontynentalne    | Kwalifikacje kontynentalne | Kwalifikacje kontynentalne        | Kwalifikacje kontynentalne | Suma |
| Kajaki M    | Mistrzostwa świata | Europa                                   | Ameryka Północna i Południowa | Azja                       | Afryka                            | Oceania                    | Suma |
| ----------- | --- | ---------------------------------------- | ----------------------------- | -------------------------- | --------------------------------- | -------------------------- | ---- |
| K-1 200 m   | Kanada · Francja · Szwecja · Litwa · Rosja · Ekwador · Polska · Czechy · Argentyna · Serbia                                            | Hiszpania · Łotwa · Włochy               | Brazylia · Kuba               | Kazachstan                 | Egipt                             | Australia                  | 14   |
| K-1 1000 m  | Dania · Czechy · Portugalia · Niemcy · Australia · Bułgaria · Słowacja · Serbia · Belgia                                               | Węgry · Rosja · Hiszpania                | Kanada                        | Uzbekistan                 | Tunezja                           | Nowa Zelandia              | 14   |
| K-2 200 m   | Węgry · Rosja · Serbia · Francja · Wielka Brytania · Niemcy · Litwa                                                                    | Hiszpania                                | Brazylia                      | Korea Południowa           | —                                 | —                          | 10   |
| K-2 1000 m  | Niemcy · Australia · Serbia · Słowacja · Litwa · Francja                                                                               | Węgry                                    | Kuba                          | Kazachstan                 | —                                 |                            | 10   |
| K-4 1000 m  | Argentyna · Czechy · Australia · Węgry · Kazachstan · Portugalia · Rosja · Słowacja · Hiszpania                                        | —                                        | —                             | —                          | —                                 | —                          | 11   |
| Wydarzenie  | Mistrzostwa świata | Kwalifikacje kontynentalne               | Kwalifikacje kontynentalne    | Kwalifikacje kontynentalne | Kwalifikacje kontynentalne        | Kwalifikacje kontynentalne | Suma |
| Kanadyjki M | Mistrzostwa świata | Europa                                   | Ameryka Północna i Południowa | Azja                       | Afryka                            | Oceania                    | Suma |
| C-1 200 m   | Chiny · Brazylia · Litwa · Azerbejdżan · Węgry · Portugalia · Ukraina                                                                  | Hiszpania · Gruzja                       | Meksyk                        | Kazachstan · Iran          | Tunezja                           | —                          | 13   |
| C-1 1000 m  | Niemcy · Czechy · Mołdawia · Ukraina · Rosja · Polska · Węgry · Francja                                                                | Łotwa · Włochy · Bułgaria                | Kanada                        | Uzbekistan · Chiny         | Wyspy Świętego Tomasza i Książęca | —                          | 13   |
| C-2 1000 m  | Brazylia · Węgry · Polska · Ukraina · Rosja                                                                                            | Mołdawia · Czechy                        | Kuba                          | Uzbekistan                 | Mozambik                          | Australia                  | 12   |
| Wydarzenie  | Mistrzostwa świata | Kwalifikacje kontynentalne               | Kwalifikacje kontynentalne    | Kwalifikacje kontynentalne | Kwalifikacje kontynentalne        | Kwalifikacje kontynentalne | Suma |
| Kobiety     | Mistrzostwa świata | Europa                                   | Ameryka Północna i Południowa | Azja                       | Afryka                            | Oceania                    | Suma |
| K-1 200 m   | Nowa Zelandia · Polska · Hiszpania · Azerbejdżan · Kuba · Rosja · Francja · Kazachstan · Węgry · Serbia · Słowenia · Turcja            | Niemcy · Szwecja · Słowacja · Portugalia | Kanada                        | Uzbekistan                 | Egipt                             | Samoa                      | 14   |
| K-1 500 m   | Nowa Zelandia · Węgry · Chiny · Polska · Azerbejdżan · Słowenia · Wielka Brytania · Portugalia · Południowa Afryka · Kanada · Brazylia | Niemcy · Słowacja                        | Stany Zjednoczone             | Kazachstan                 | Tunezja                           | Australia · Palau          | 14   |
| K-2 500 m   | Węgry · Serbia · Niemcy · Polska · Rosja · Chiny · Dania · Wielka Brytania                                                             | Szwecja                                  | Kanada                        | Kazachstan                 | —                                 | Australia                  | 10   |
| K-4 500 m   | Argentyna · Kanada · Chiny · Dania · Francja · Niemcy · Wielka Brytania · Węgry · Nowa Zelandia · Polska · Serbia · Ukraina            | —                                        | —                             | —                          | —                                 | —                          | 10   |